# 横桥崖画
横桥崖画，位于中国广东省云浮市罗定市新榕镇横桥下村，为罗定市的一个市级文物保护单位，类型为石窟寺及石刻，公布时间为1994年6月8日。
横桥崖画的历史年代为不详。